# Sandór Mahunka
Sandór Mahunka, född 17 oktober 1937 i Budapest, död 24 december 2012 i Budapest, var en ungersk entomolog. 1956 påbörjade han sin grundutbildning vid Eötvös Loránduniversitetet och examinerade därifrån 1961. Mellan 1985 och 2004 var han vicedirektör för Ungerns naturhistoriska museum. Han var även ledamot i Ungerns vetenskapsakademi. Mahunka gjorde ett flertal forskningsresor i Sydamerika, Afrika och Sydostasien. Han har fått nationalparker och naturreservat uppkallade efter sig.